# Bygdøy
Bygdøy (również Bygdø, wcześniej znany jako Ladegaardsøen) – półwysep na terenie Oslo.
Częściowo zabudowany jako dzielnica willowa, ale popularny przede wszystkim ze względu na swoje atrakcje turystyczne. Należą do nich m.in.: Bygdø Kongsgård (park królewski), Oscarshall Slott (zamek Oscarshall), Vikingskipshuset (Muzeum Łodzi Wikingów), Kon-Tiki Museet (muzeum Kon-Tiki), Frammuseet (muzeum statku polarnego Fram), Sjøfartsmuseet (muzeum morskie) oraz Norsk Folkemuseum (muzeum ludowe i skansen).
Funkcjonują tu trzy plaże:
- Huk
- Paradisbukta
- Bygdøy sjøbad

Na Bygdøy można dostać się drogą lądową (autobusem lub samochodem), zaś w okresie wiosenno-letnim także drogą wodną - kursującymi regularnie spod ratusza łodziami.